# Netstat
netstat è un programma presente nei sistemi operativi Unix-like per ottenere informazioni relative alla rete, in particolare sullo stato delle connessioni e sulla tabella di routing.
Il file relativo a tale comando è un eseguibile essenziale di sistema e pertanto si trova nella cartella /bin (seguendo lo standard FHS) ed è di proprietà dell'utente root. Attivato come servizio di rete rimane in ascolto sulla porta 15/tcp (vedere /etc/services).
Presente su Unix, VMS, Microsoft Windows, ReactOS e macOS, in ambiente Linux è considerato deprecato in favore di iproute2.

## Esempio di utilizzo
Se eseguito senza dare opzioni visualizza lo stato dei socket attivi, un esempio può essere:
```
kaos@kaos:~$ netstat
Active Internet connections (w/o servers)
Proto Recv-Q Send-Q Local Address           Foreign Address         State
tcp        0      0 proxy.surfnet.iac:33297 mg-in-f125.:xmpp-client ESTABLISHED
tcp        0      0 proxy.surfnet.iac:33995 by1msg5176516.phx.:1863 ESTABLISHED
Active UNIX domain sockets (w/o servers)
Proto RefCnt Flags       Type       State         I-Node Path
unix  3      [ ]         DGRAM                    13826    /dev/log
unix  2      [ ]         DGRAM                    5109     @/org/kernel/udev/udevd
unix  2      [ ]         DGRAM                    10443    @/org/freedesktop/hal/udev_event
unix  3      [ ]         STREAM     CONNECTED     34721    /tmp/orbit-kaos/linc-4876-0-ebf915e300c0
unix  3      [ ]         STREAM     CONNECTED     34720

```

## Analisi dell'output
Come si vede dal suindicato esempio, netstat classifica i tipi di socket:
- Active Internet connection, come tcp e udp
- Active UNIX domain sockets
- Active IPX sockets
- Active NET/ROM sockets
- Active AX.25 sockets

Campi importanti sono:
- Proto: indica il nome del protocollo
- Local Address: l'indirizzo IP del computer locale insieme al numero di porta usato
- Foreign Address: l'indirizzo IP e il numero di porta al quale il socket è connesso
- State: stato della connessione

È possibile inoltre vedere il tipo del socket:
- DGRAM se si tratta di udp
- STREAM se si tratta di tcp

## Opzioni del comando
Opzioni importanti sono:
- -a: che permette di vedere anche lo stato dei socket non attivi
- -t: che permette di vedere lo stato dei socket tcp
- -u: che permette di vedere lo stato dei socket udp
- -l: restituirà solo la lista dei servizi in ascolto (listening)
- -r: che permette di vedere la tabella di routing (restituisce lo stesso output del comando route)
- -n: mostra gli indirizzi numerici (invece di quelli simbolici) degli host e delle porte
- -p: che permette di vedere il nome del programma e il relativo PID che ha instaurato una connessione (deve essere dato dall'utente root)
- -o: permette di vedere i PID (identificatori processo)

Per ulteriori dettagli visualizzare da shell di Linux la man page di netstat tramite il comando man netstat.